# Вокзальная площадь (Выборг)
Вокзальная площадь — площадь у железнодорожного вокзала Выборга, при пересечении улиц Вокзальной, Железнодорожной и Ленинградского проспекта. Примыкает к другой городской площади — Привокзальной.
Формирование площади было предусмотрено генеральным планом развития Выборга 1861 года, разработанным выборгским губернским землемером Б. О. Нюмальмом. В 1863 году начались работы по прокладке от Выборгского порта Александровской перспективы (ныне Ленинградский проспект) до планируемой железной дороги путём засыпки части залива материалами от разбираемых куртин Рогатой крепости. На отвоёванной у залива территории образовалась обширная площадь, в северо-восточной части которой по проекту К.А. Эдельфельта в 1869 году было построено деревянное здание вокзала для новой Финляндской железной дороги (Санкт-Петербург — Гельсингфорс), открытой в 1870 году. Другой постройкой на площади стала гостиница «Европа», возведённая в 1870-х годах.
Финское название Rautatieaseman aukio переводится как площадь Железнодорожного вокзала; в русской литературе площадь первоначально именовалась Железнодорожной, затем, с сороковых годов XX века, параллельно использовались названия «Привокзальная» и «Вокзальная».
С начала XX века деревянная застройка площади уступает место каменной. В 1913 году по проекту архитекторов Элиэля Сааринена и Германа Гезелиуса было построено новое гранитное здание вокзала в стиле национального романтизма, по конструктивному решению аналогичное зданию вокзала в Гельсингфорсе. Оно разместилось ближе к береговой линии, на месте снесённой гостиницы «Европа». Другим заметным зданием в том же стиле стал дом М. Пиетинена, возведённый в 1907 году. Фасад, выходящий на площадь, был спроектирован архитектором А. Линдгреном. Поблизости сформировался небольшой Треугольный сквер, примкнувший к площади.
Площадь приобрела значение важного транспортного узла: не только для железнодорожного, но также трамвайного и автомобильного. На ней с 1929 года функционирует первая в Финляндии автомобильная заправочная станция, спроектированная архитектором О.-И. Мёурманом для фирмы «Shell». А в 1932 году в стиле функционализма здесь был выстроен первый в Фенноскандии автовокзал, спроектированный В. Кейняненом и расширенный в 1936 году архитектором У. Ульбергом.
- Первое здание железнодорожного вокзала
- Второе здание железнодорожного вокзала
- Довоенное фото: автовокзал, дом Сергеевых и автозаправочная станция
- Современное здание железнодорожного вокзала и «Памятный знак городу Выборгу»

Во время советско-финской войны 1941−1944 г. здание выборгского железнодорожного вокзала было разрушено. Сохранилась его небольшая часть — багажное отделение. Серьёзно пострадал и бывший дом Пиетинена, восстановленный с отклонениями от первоначального проекта. Послевоенное здание вокзала в стиле сталинский ампир возведено в 1953 году по проекту А. В. Васильева, Д. С. Гольдгора, С. Б. Сперанского и А. Н. Беркова. Напротив в 1959 году выстроено близкое по стилю жилое здание, на первом этаже которого длительное время располагались управление Выборгской таможни и валютный магазин «Берёзка».
В 1950-х годах была разобрана проходившая по площади железнодорожная ветка вдоль набережной Большого Ковша. А в связи с закрытием трамвайного движения были убраны и трамвайные пути. Планировалось завершить застройку площади путём возведения здания гостиницы на месте бывшей автозаправочной станции фирмы «Shell», но этот проект не был реализован. Поэтому частью композиции площади остаётся обширный брандмауэр доходного дома Сергеевых, используемый для размещения наружной рекламы и агитации (например, в 1970-х — 1980-х годах на нём последовательно располагались портреты Л. И. Брежнева и В. И. Ленина).
В центре площади была разбита круглая клумба, на которой первоначально предполагалось установить памятник, но в конечном итоге разместили флагшток.  А после распада СССР с организацией автостоянки флагшток и клумба были убраны, и с 2006 года после реконструкции на площади размещается «Памятный знак городу Выборгу» работы скульптора В. П. Димова. Памятник представляет собой букву W на части земного шара. Буква увенчана крепостной короной, на которой написано название города на русском, шведском и финском языках: Выборг, Wiborg, Viipuri.
С 2008 года, после разделения всей территории Выборга на микрорайоны, площадь относится к Центральному микрорайону города. К 2009 году было принято решение об устранении путаницы с названием площади путём её разделения на Вокзальную (у главного здания вокзала) и Привокзальную (у здания багажного отделения).
Вокзальная площадь — одно из мест, где «фиксируется» выборгское время: на фасаде обращённого к площади вокзала расположены городские часы (подобным образом на Школьной площади время можно узнать, обратившись к фасаду пожарного депо; на других площадях Выборга — Соборной, Рыночной и Красной — имеются часовые башни, но главная Часовая башня Выборга расположена вблизи от площади Старой Ратуши).
В 2015 году в Треугольном сквере напротив вокзала установлена одна из статуй медведей с фасада разрушенного в военное время вокзального здания.
- Дом Пиетинена до войны
- Развалины вокзала в 1942 году
- Здание вокзала и флагшток в 1980 году
- Дом Пиетинена после восстановления
- Жилой дом с помещениями организаций
- Статуя медведя в Треугольном сквере